# Антигризутність
Антигризутність (рос. антигризутность, англ. antigrisonity, нім. Schlagwettersicherheit) — властивість вибухових речовин не запалювати суміші горючих рудникових газів або пилу з повітрям при вибухових роботах в гірн. виробках. Вибухові речовини, яким притаманна А. називаються запобіжними вибуховими речовинами.